# Enciclopedia Africana
Africana: The Encyclopedia of the African and African-American Experience editado por Henry Louis Gates y Anthony Appiah ( Basic Civitas Books 1999, 2nd ed. Prensa de la Universidad de Oxford, 2005,ISBN 978-0-19-517055-9 ) es un compendio de estudios africanos que incluye estudios africanos y la " diáspora panafricana " inspirado en el proyecto de una Enciclopedia Africana de WEB Du Bois . Du Bois imaginó "una Enciclopedia Africana ", que sería  afrocéntrica pero no indiferente al impacto del mundo exterior".
La primera edición apareció en un solo volumen.  Aproximadamente un tercio estaba dedicado a estudios afroamericanos norteamericanos, un tercio a temas afrolatinoamericanos de América Latina y el Caribe y un tercio a África propiamente dicha. La segunda edición fue publicada por Oxford University Press en cinco volúmenes, incluidas más de 3500 entradas en 3960 páginas.

## WEB Du Bois y laEnciclopedia Africana

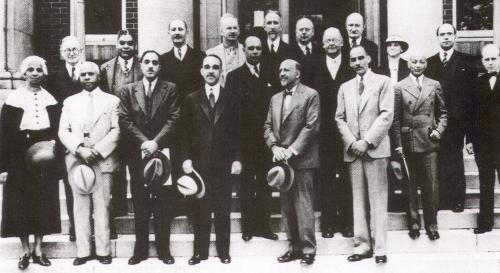
WEB Du Bois y los consejos editoriales y asesores de la Enciclopedia del Negro, 1936

Daniel Alexander Payne Murray fue uno de los primeros afroamericanos en trabajar como bibliotecario en la Biblioteca del Congreso en 1871. En 1899, Murray organizó una exhibición en la Exposición de París de 1900 sobre autores negros . Bajo su dirección, su exposición galardonada se convirtió en el núcleo de la Colección de Autores de Color de la Biblioteca del Congreso. Murray planeó expandir su colección y crear una enciclopedia de logros afroamericanos . Aunque nunca completó el proyecto, WEB Du Bois revivió y amplió la idea de una enciclopedia que explorara la experiencia negra. En 1901, Du Bois amplió el alcance del proyecto para abarcar toda la diáspora africana . Sugirió que la enciclopedia se llamara Encyclopedia Africana de manera similar a Encyclopædia Britannica . Du Bois ideó un trabajo científico y completo sobre África y los pueblos de ascendencia africana que rebatiría la concepción de la Ilustración de que los negros carecían de civilización y del sello de la humanidad. Debido a la falta de apoyo de las filantropías establecidas, el proyecto quedó detenido.

## Nueva edición
En  1991 a raíz del tratado de Abuya, se elabora un plan para potenciar el continente africano en todos los aspectos, uno de ellos el cultural. 

La Ganesa Nana Oforiatta Ayim, nieta del Rey de Akyem Abuakwa, escritora,  galerista, historiadora del arte, estudiante de doctorado en la Universidad de Londres, criada en Alemania,  ha sido la elegida para escribir la nueva versión de la Enciclopedia Africana.  Un documento en 54 volúmenes,  un volumen por país, en el que se recoge el conocimiento,  la cultura popular,  la música y el arte de miles de años de existencia. Está previsto para la Agenda 2063. 

El documento será online y tendrá versión impresa.